# Nullpunkt (Harz)

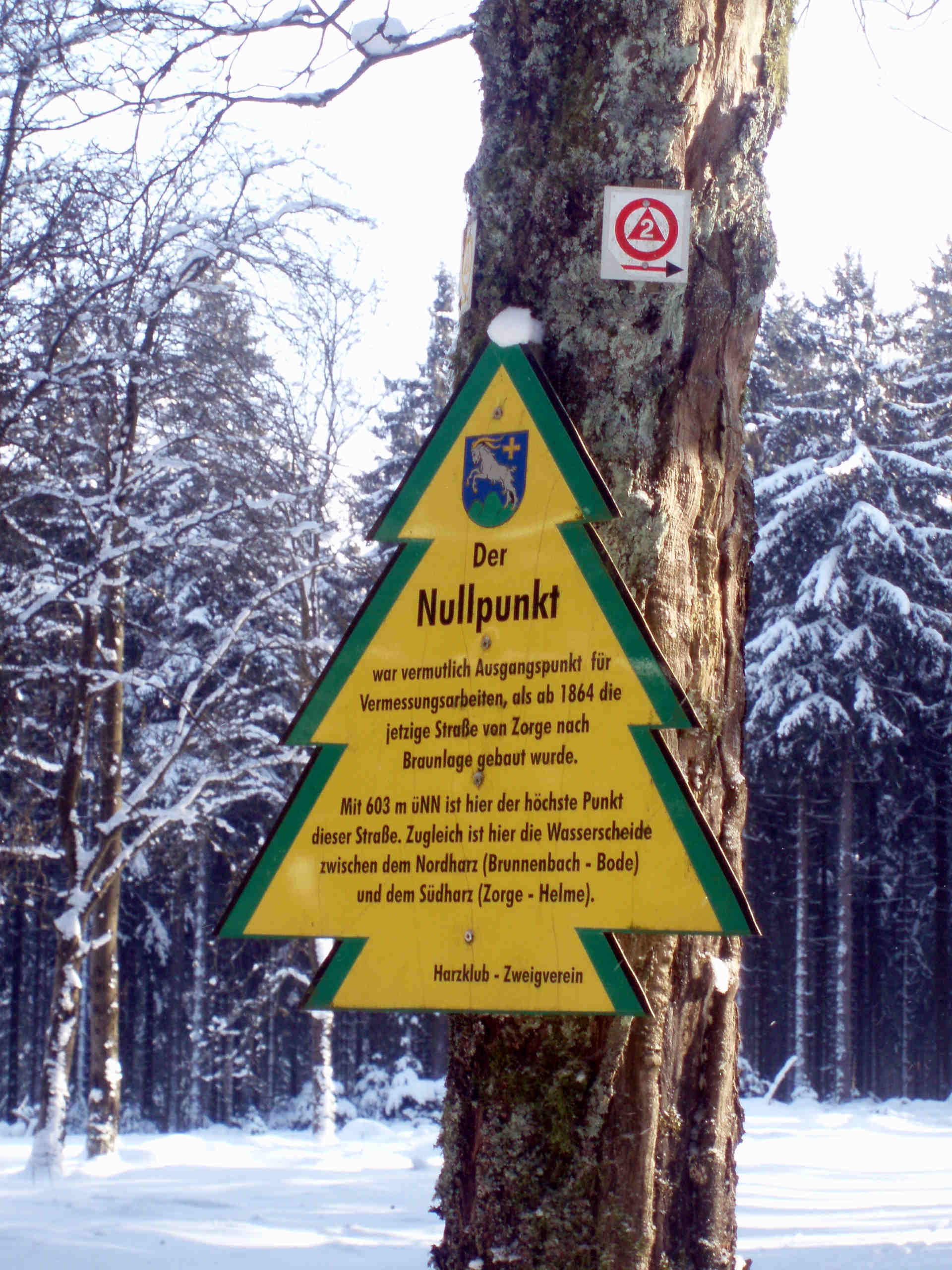
Der Nullpunkt auf Informationstafel Dennert-Tanne

Der Nullpunkt im Harz ist mit 603,4 m ü. NHN der höchste Punkt an der heutigen Landesstraße 600, die in Niedersachsen als Verbindungsstraße von Braunlage nach Zorge führt, und zugleich Teil der Wasserscheide zwischen Nord- (Brunnenbach–Warme Bode–Bode) und Südharz (Zorge–Helme–Unstrut). Er befindet sich im Oberharz im Naturpark Harz etwa 600 m nordwestlich vom Gipfel des Hinteren Ebersbergs (ca. 686 m). Hier begannen 1864 vermutlich die Vermessungsarbeiten bei der Neuanlage der Fahrstraße, die – abseits der heutigen Landesstraße – abschnittsweise nur noch als Waldweg benutzt wird.
Koordinaten: 51° 40′ 47,3″ N, 10° 37′ 7″ O